# Tuerie de 2020 en Nouvelle-Écosse
La tuerie de 2020 en Nouvelle-Écosse est une tuerie de masse par armes à feu et incendies volontaires, qui se déroule les 18 et 19 avril 2020 dans plusieurs localités de la province canadienne de Nouvelle-Écosse. Perpétrée par Gabriel Wortman, un prothésiste dentaire de 51 ans, elle fait 23 morts, dont une agente de la Gendarmerie royale du Canada, avant que l'homme ne soit abattu par un autre agent,,. C'est la tuerie la plus importante à avoir eu lieu au Canada.

## Chronologie
Les évènements commencent dans la nuit du samedi 18 avril 2020, vers 22 h 30, alors que la police répond à plusieurs appels d'urgence émis par des résidents de Portapique, un petit village situé à environ 130 km au nord d'Halifax,,. Les forces de l'ordre découvrent plusieurs victimes à l'intérieur et à l'extérieur d'une maison située près de la route 2 et du chemin Portapique Beach, sans toutefois trouver le tireur,. Des recherches sont effectuées pendant la nuit sur plusieurs scènes de crime (seize au total, dont plusieurs incendiées par le meurtrier) dans les localités de Portapique, Truro, Milford et Enfield.
Vers 8 h, le dimanche matin, la police annonce sur Twitter qu'un tireur actif (en) est en liberté. La Gendarmerie royale du Canada demande aux résidents de se barricader chez eux. Une partie du village est évacuée,. À ce moment, on rapporte l'incendie de trois édifices et de deux voitures,,.
À 8 h 54, Gabriel Wortman est identifié comme étant le tireur et une chasse à l'homme est lancée. Environ deux heures plus tard, la population est avertie que le tireur pourrait s'être déguisé en agent de la Gendarmerie et qu'il se déplace à bord d'un véhicule qui ressemble à une voiture de ce corps de police,,,. Une heure plus tard, on rapporte qu'il aurait changé de véhicule et qu'il se déplacerait désormais dans un Chevrolet Tracker de couleur argent, se dirigeant sur la route 102 vers Enfield.
Près de douze heures après les premiers signalements, vers midi, Wortman est abattu à l'extérieur d'une station-service à Enfield, à environ 92 km au sud de Portapique et à environ 40 km au nord d'Halifax,.

## Réactions
Le premier ministre de la Nouvelle-Écosse, Stephen McNeil, et le premier ministre du Canada, Justin Trudeau, ont présenté leurs condoléances aux familles des victimes,, ainsi que la reine Élisabeth et son époux Philip.

## Enquête
Les autorités font savoir au lendemain de l'attaque que les services antiterroristes ne sont pas mobilisés dans cette enquête.
Le tueur semble être une personne fragile, fascinée depuis longtemps par la gendarmerie canadienne (GRC), ce qui l'aurait amenée à en collectionner des uniformes, des voitures de serviceet des armes à feu illégale au Canada. De plus, l'enquête de la GRC indique que le tueur, un prothésiste dentaire aisé, propriétaire de deux maisons et d'une clinique à Dartmouth, connaissait certaines de ses victimes, qu'il aurait sélectionnées, ce qui ne serait pas le cas pour d'autres.

## Conséquences
À la suite de cette tuerie, le premier ministre canadien Justin Trudeau annonce le 1er mai 2020 l'interdiction par décret de 1 500 modèles d'armes d'assaut de type militaire. L'utilisation, la vente, l'importation et le transport de ces armes sont désormais interdits. Les propriétaires de ces armes ont deux ans pour se conformer aux nouvelles règles, et le gouvernement canadien travaille sur un programme de rachat de leurs armes. Trudeau précise que ces interdictions auraient dû être adoptées plus tôt, pour éviter d'autres tragédies comme la tuerie de l'École polytechnique de Montréal de 1989 ou l'attentat de la grande mosquée de Québec de 2017. Parmi les modèles désormais interdits se trouvent d'ailleurs la Ruger Mini-14 utilisée par le tueur de polytechnique Montréal et la Sa Vz 58 utilisée par le terroriste de la mosquée de Québec ; la police indique que l'un des modèles utilisés par Wortman est également désormais interdit. Selon un sondage, près de quatre Canadiens sur cinq appuient cette interdiction.

## Rapport de la Commission des pertes massives
Le 30 mars 2023, un rapport d'environ 3 000 pages est présenté publiquement par la Commission des pertes massives, pour offrir un compte-rendu des faits entourant la tuerie et pour formuler des recommandations en lien avec la sécurité collective.
Le rapport critique les interventions et la réaction de la GRC. Il recommande l'adoption d'une loi plus sévère pour encadrer les armes à feu. Il recommande que, d'ici le 31 mai 2023, le gouvernement Canada et le gouvernement de la Nouvelle-Écosse créent et financent un organisme d'encadrement de ces armes.